# NGC 663
NGC 663 (även känd som Caldwell 10) är en ung öppen stjärnhop i stjärnbilden Cassiopeia. Stjärnhopen upptäcktes 1787 av William Herschel.

## Egenskaper
NGC 663 har en magnitud på +7,1. I ett 150 mm teleskop ser den med dess ungefär 400 stjärnor nästan rund ut, lite som en korsning mellan en öppen och en klotformig stjärnhop. Den kan dock vid god seeing ses för blotta ögat.
NGC 663 lokaliseras till ett avstånd av omkring 2 100 parsek och har en beräknad ålder av 20-25 miljon år. Detta betyder att stjärnor av spektralklass B2 eller högre (i betydelsen högre massa), når slutet av sin livslängd i huvudserien. Hopen verkar befinna sig framför ett molekylärt moln även om de två inte är fysiskt förenade. Molnet har effekten att blockera bakgrundsstjärnor från den visuella bilden av hopen eftersom det ligger på ett avstånd av 300 parsek.
NGC 663 är av särskilt intresse på grund av det stora antalet Be-stjärnor varav totalt ca 24 upptäckta. Dessa är stjärnor av spektralklass B som har framträdande emissionslinjer av väte i dess spektrum. De flesta av Be-stjärnorna i hopen ligger mellan spektralklass B0 och B3. LS I +61° 235 är en Be-stjärna med en följeslagare med röntgenstrålning, som har en omloppsperiod på cirka tre år. Det finns åtminstone fem blå eftersläntrare i hopen. Dessa är stjärnor som bildats genom sammanslagningen av två andra stjärnor.Två av klustrets stjärnor är troligen förmörkelsevariabler med perioder på 0,6 och 1,03 dygn. NGC 663 har också två röda superjättestjärnor, båda lokaliserade i dess periferi.
Stjärnhopen antas utgöra en del av stjärnföreningen Cassiopeia OB8, som ligger i Vintergatans Perseusarm, tillsammans med de öppna hoparna M103, NGC 654, NGC 659, och några superjättestjärnor spridda mellan dem, som alla har liknande ålder och avstånd.

## Galleri
|                                                                  |
| NGC663 LRGB med användning av PlaneWave CDK 12.5 from Talent, OR |